# Aeropuerto Internacional General Francisco J. Múgica

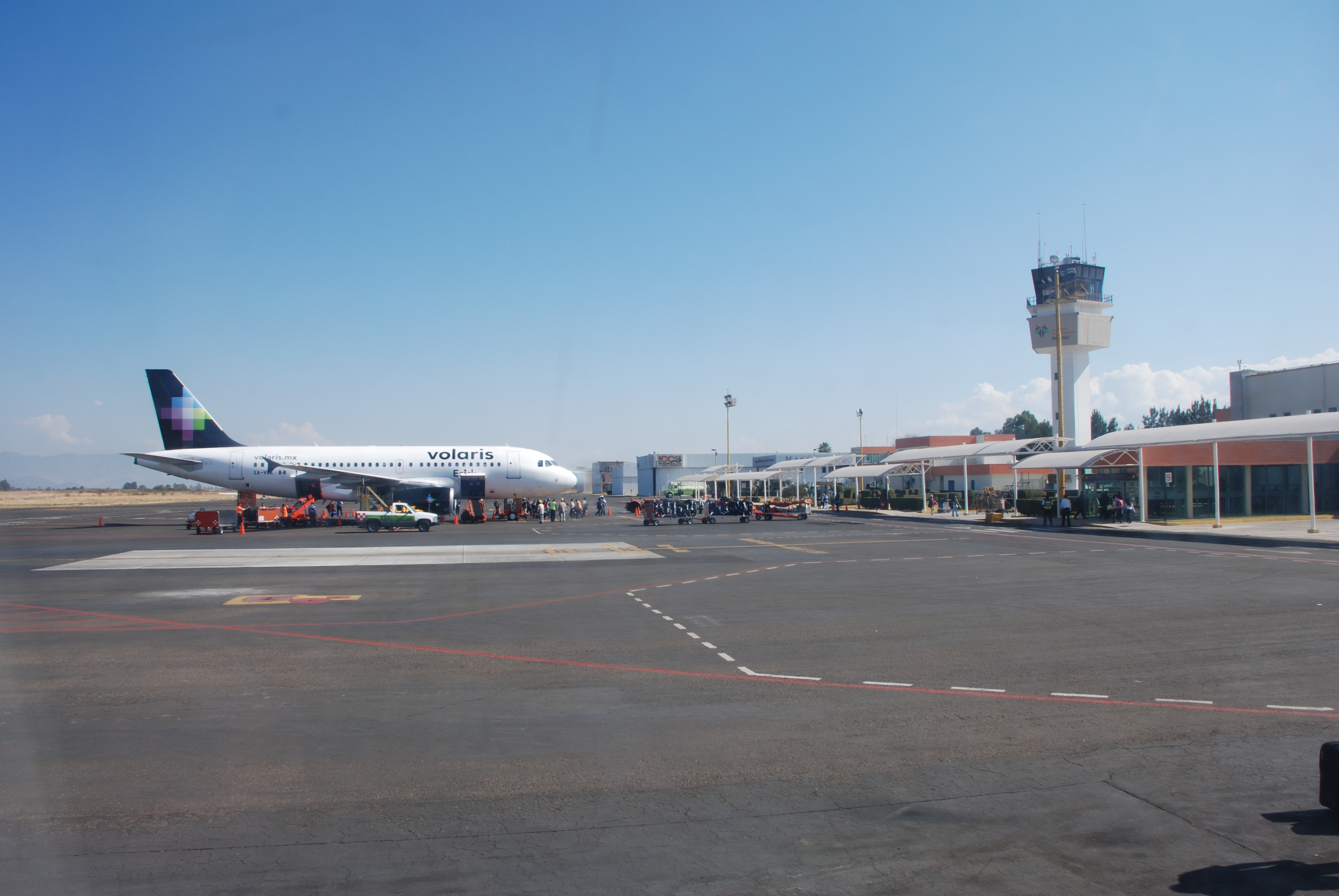
Un Airbus A319-133 de Volaris (XA-VOE) estacionado en la puerta.

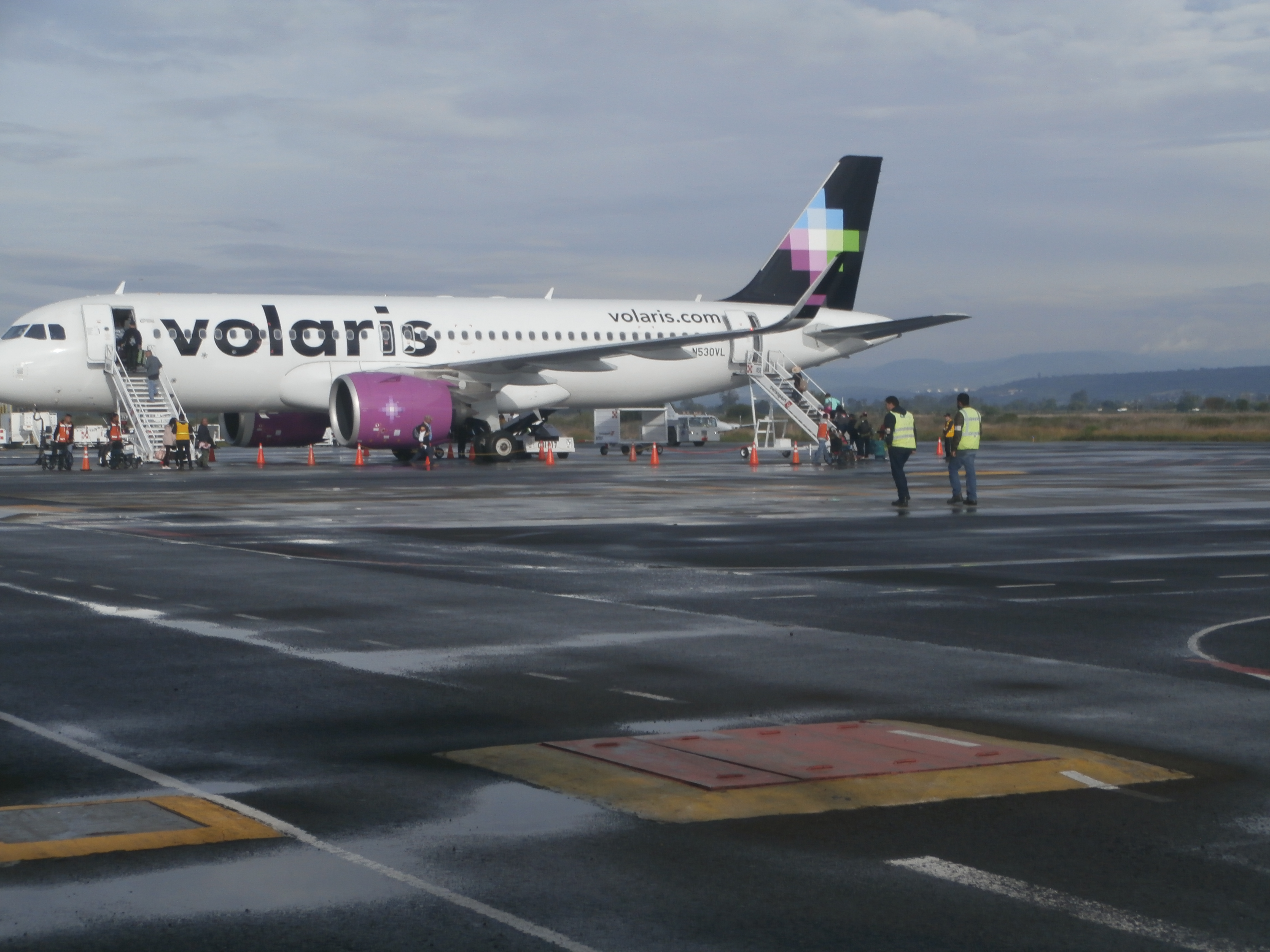
Airbus A320-271N de Volaris (N530VL) en plataforma.

El Aeropuerto Internacional General Francisco Múgica  o Aeropuerto Internacional de Morelia (Código IATA: MLM - Código OACI: MMMM - Código DGAC: MLM), es un aeropuerto ubicado a 27 kilómetros de la ciudad de Morelia, Michoacán, México. Se ocupa del tráfico aéreo nacional e internacional de la ciudad de Morelia y alrededores.

## Información
El Aeropuerto Internacional de Morelia está ubicado en el municipio de Álvaro Obregón. Es el tercer aeropuerto que sirve a la ciudad de Morelia, el primero fue inaugurado en 1936 y llevaba por nombre Campo Aéreo Manuel N. López y se encontraba en los actuales terrenos de C.U. y siendo presidente de la república el general Lázaro Cárdenas construyó una torre de control ahí mismo, dicha torre es actualmente la sede de Radio Nicolaita. El segundo aeropuerto, denominado Aeropuerto Nacional José María Morelos y Pavón, fue construido en la actual sede de la Policía Federal, cerca del Estadio Morelos: contaba con torre de control, hangares y una pista de 1850 metros de longitud y estuvo operando desde 1964 hasta 1984.
El aeropuerto actual fue construido en 1984 e inicialmente solo había un vuelo diario a Ciudad de México por un DC-9 apodado "El Chirri", y durante la existencia de la ahora extinta aerolínea Aerosudpacífico entre 1990 y 1996 fue un importante punto de conexión, ya que hacía vuelos diarios a Ciudad de México, Guadalajara, Zihuatanejo, Uruapan, Lázaro Cárdenas, Apatzingán, Ciudad Altamirano y Huetamo.
Fue un punto importante de conexión para los vuelos de Mexicana a los Estados Unidos hasta su suspensión de operaciones.
Para el 2021, Morelia recibió a 947,100 pasajeros, mientras que para 2022 recibió a 1,172,700 pasajeros, según datos publicados por el Grupo Aeroportuario del Pacífico.
El aeropuerto fue nombrado así por el gobernador de Michoacán, Francisco José Múgica.
La plataforma de aviación comercial tiene una superficie total de 40,284 metros cuadrados, conformados por nueve posiciones para recibir desde aeronaves ATR 42 hasta Boeing 757 o similares.
La plataforma de aviación general tiene una superficie total de 12,060 metros cuadrados, conformada por doce posiciones para aeronaves de ala fija y dos helipuertos para recibir aviación privada y en ocasiones para aviación comercial de tercer nivel.
La plataforma comercial cuenta además con un domo de policarbonato sobre la banqueta peatonal para la protección de los pasajeros de inclemencias del clima, para 2014 se contempla instalar 2 pasarelas de acceso a aeronaves para hacer más cómodo el abordaje de los aviones a los pasajeros.
El edificio terminal cuenta con 5,485 metros cuadrados donde están las oficinas administrativas del aeropuerto de Morelia, 24 módulos para atención a pasajeros y las oficinas de las seis aerolíneas comerciales que operan actualmente en el aeropuerto; también cuenta con una sala de última espera con cinco puertas de embarque y dos salas de llegada, una nacional y una internacional. 
Para la comodidad de pasajeros y acompañantes se cuenta con un restaurante-bar con especialidades en platillos regionales, ofreciendo bebidas nacionales e internacionales en la planta alta.
En la planta baja hay un snack bar y una fuente de sodas con una variedad de refrigerios y bebidas: además la licorería cuenta con una amplia selección de licores regionales e internacionales, todo ello complementado por la tienda de artesanías que ofrece artículos típicos del estado de Michoacán.
Actualmente operan en el AIM: Aeroméxico Connect, American Airlines, United Express, Viva y Volaris.
En el aeropuerto de Morelia tienen su base 27 aeronaves, de las que 16 son de ala fija, 10 de ala rotativa y una es un ultraligero.

## Aerolíneas y destinos

### Pasajeros

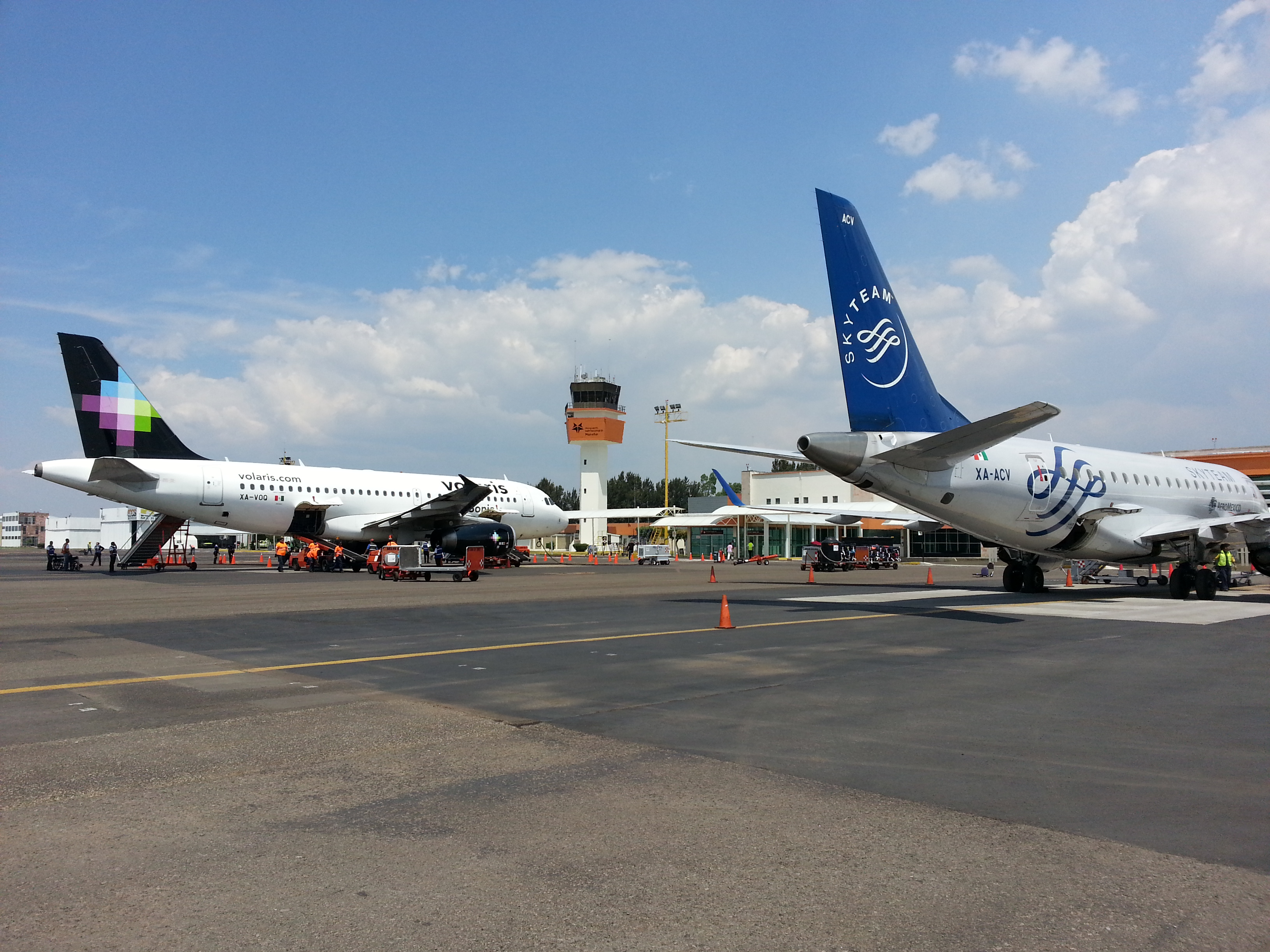
Un Airbus A319 de Volaris y un Embraer 170 de Aeroméxico Connect estacionado en las puertas.

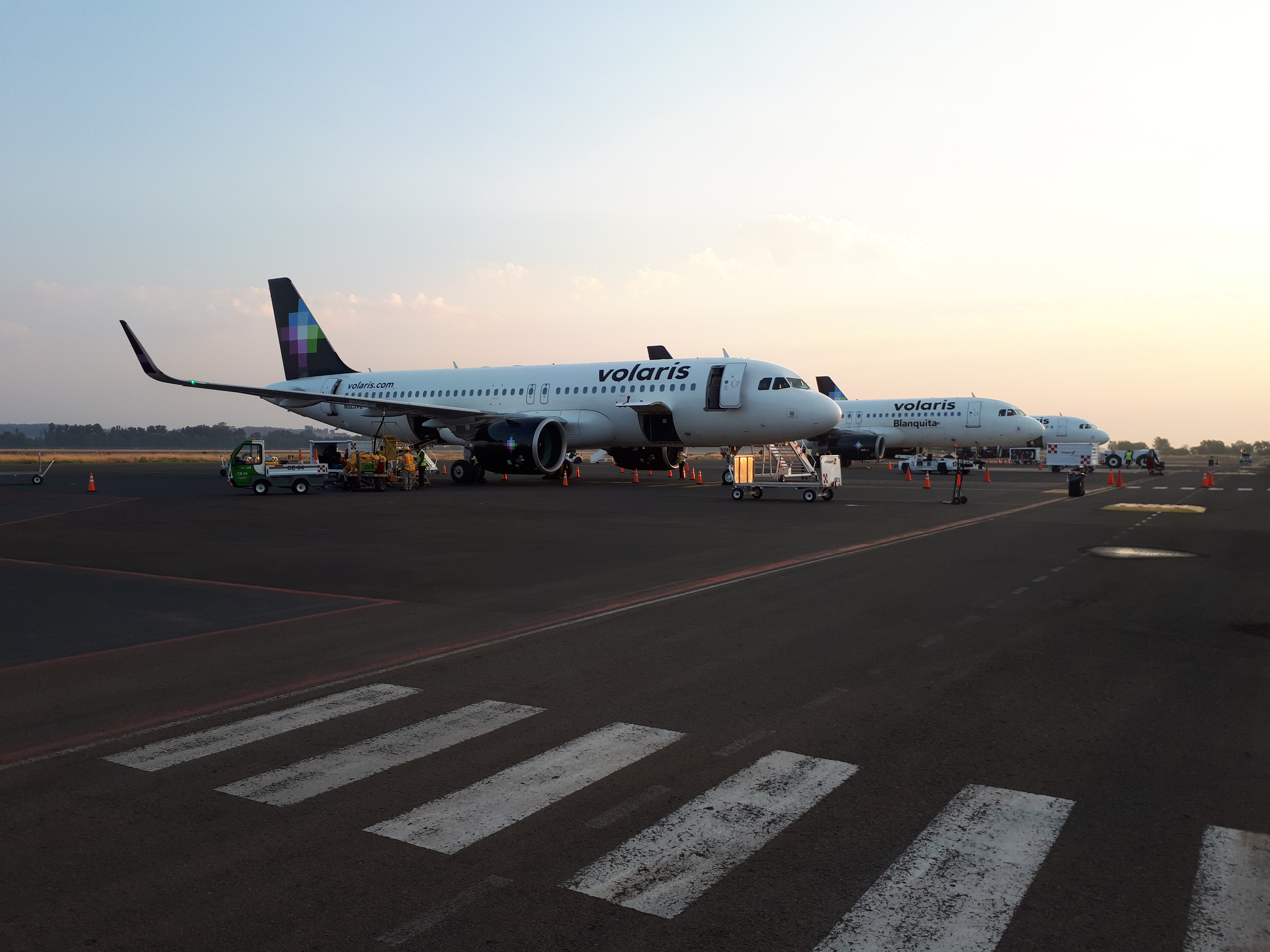
Volaris es la principal aerolínea del Aeropuerto de Morelia.

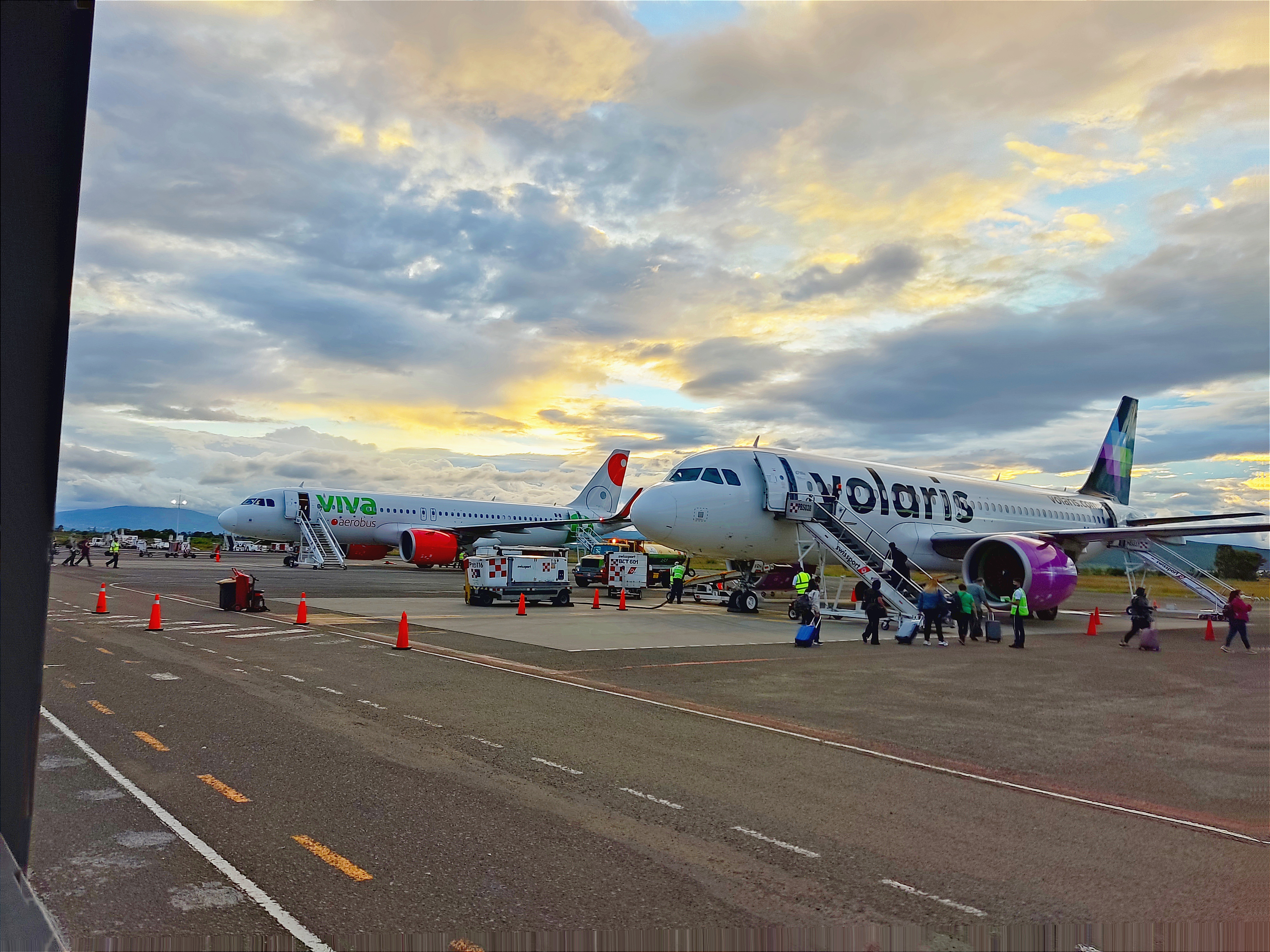
Airbus 320-271N de Volaris (XA-VRH) junto a Airbus A320-271N de Viva (XA-VIT) en MLM.

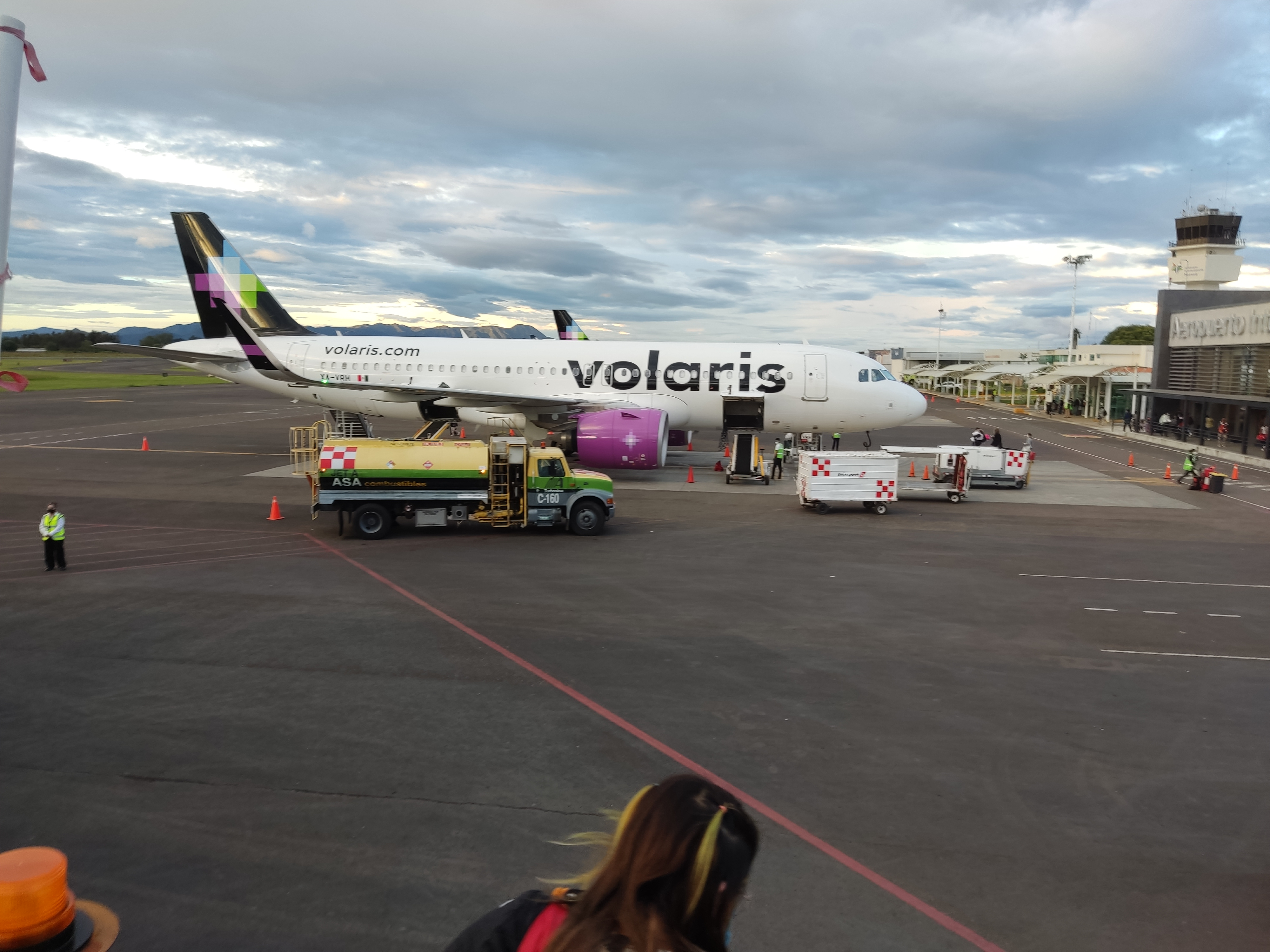
Airbus 320-271N de Volaris (XA-VRH) en MLM.

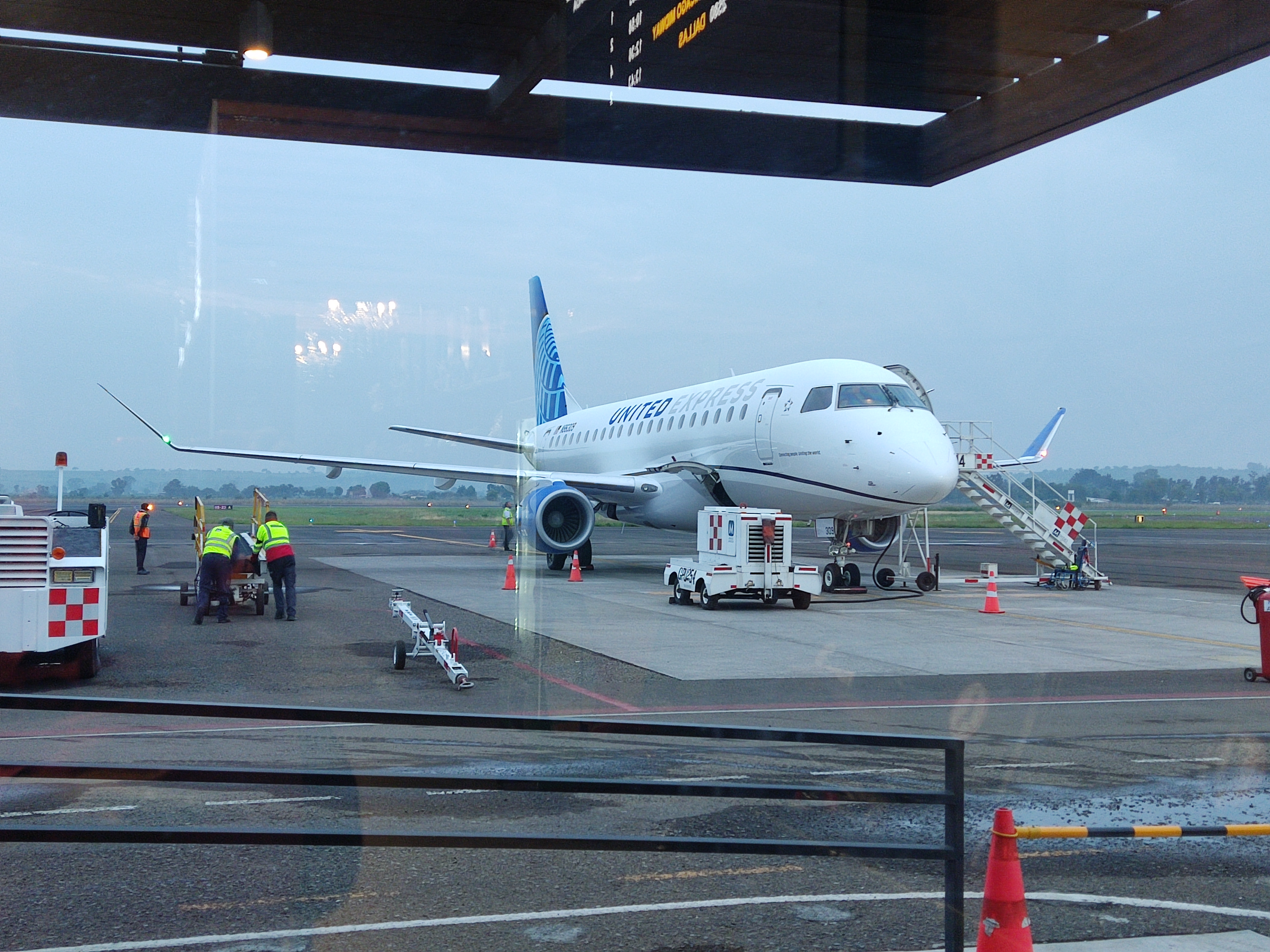
Embraer E-175LR de United Express operado por Mesa Airlines (N86309) en el Aeropuerto de Morelia.

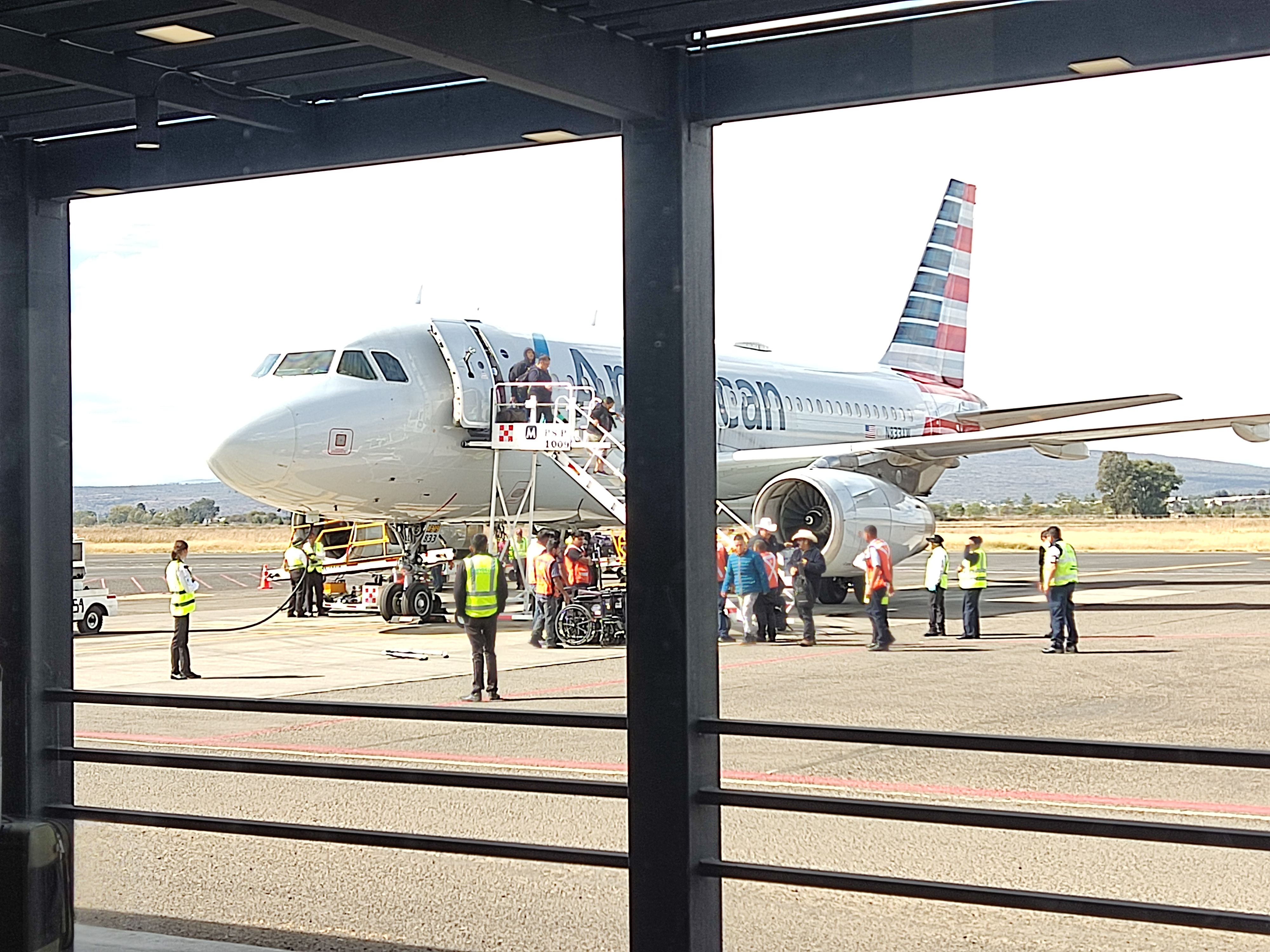
Airbus A319-132 de American Airlines (N833AW) en plataforma.

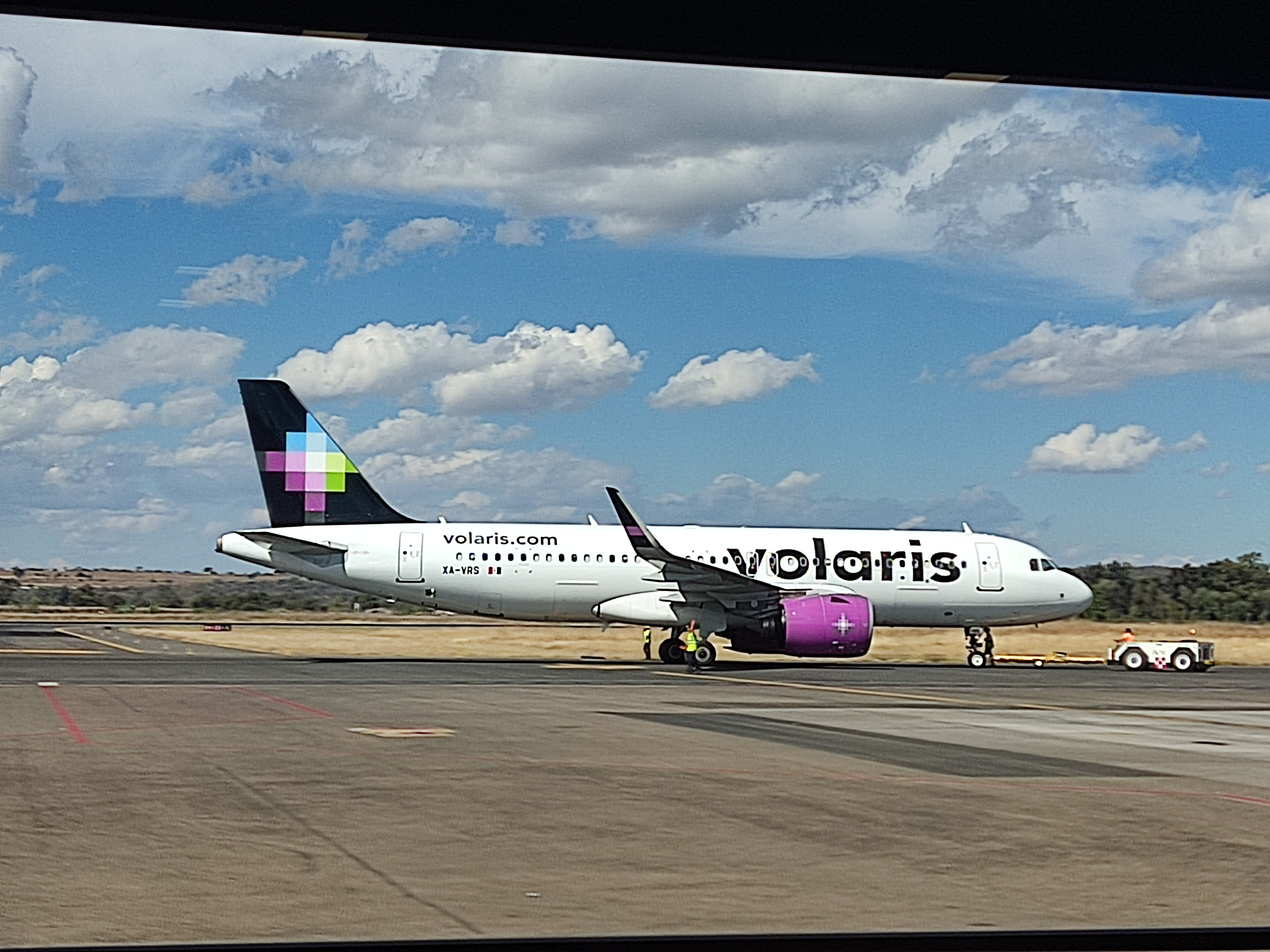
Airbus A-320-271N de Volaris (XA-VRS) en plataforma.

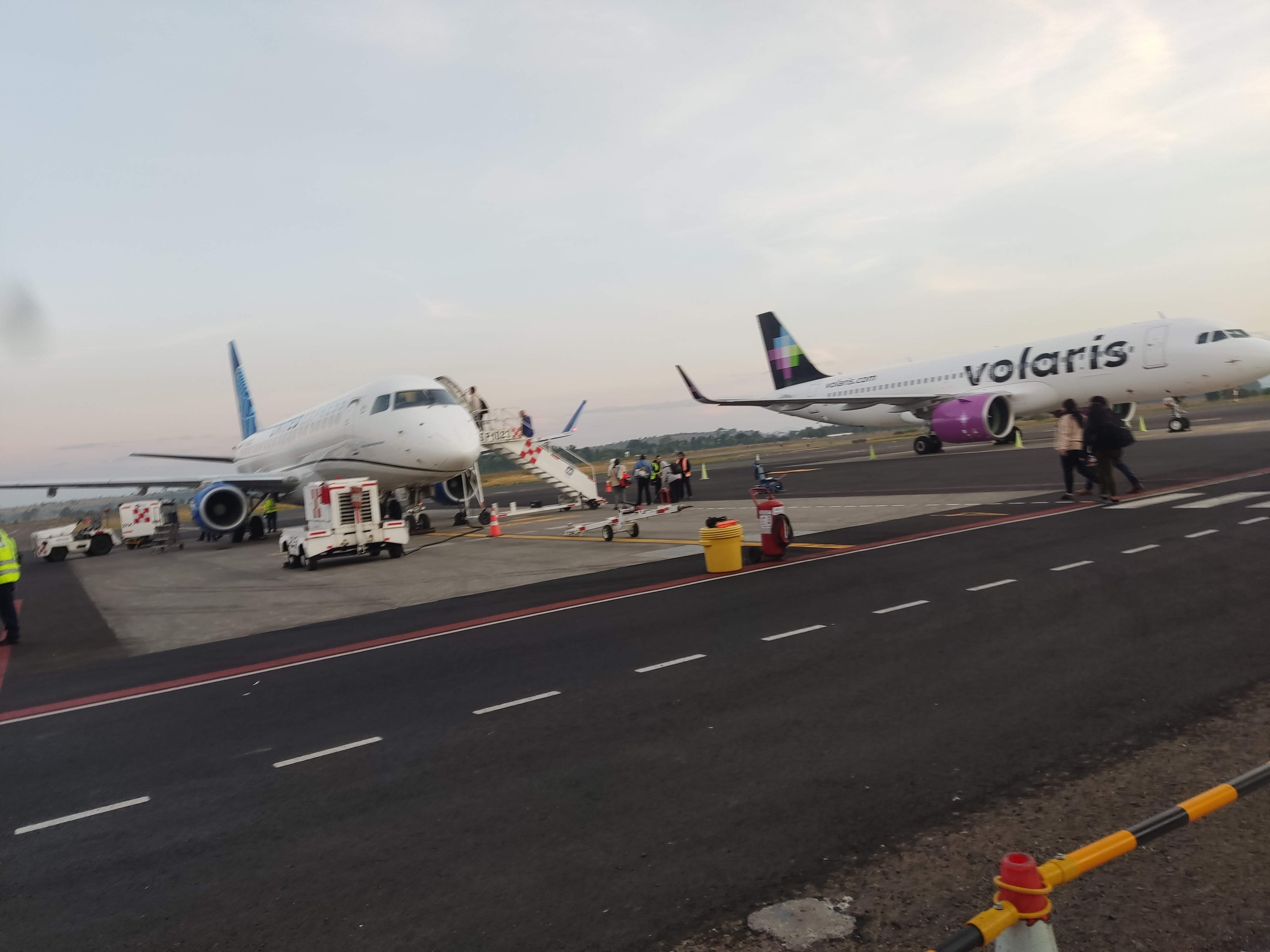
Embraer ERJ-175LR de United Express operado por Mesa Airlines (N85320) y Airbus A320-271N de Volaris (XA-VRQ) en plataforma.

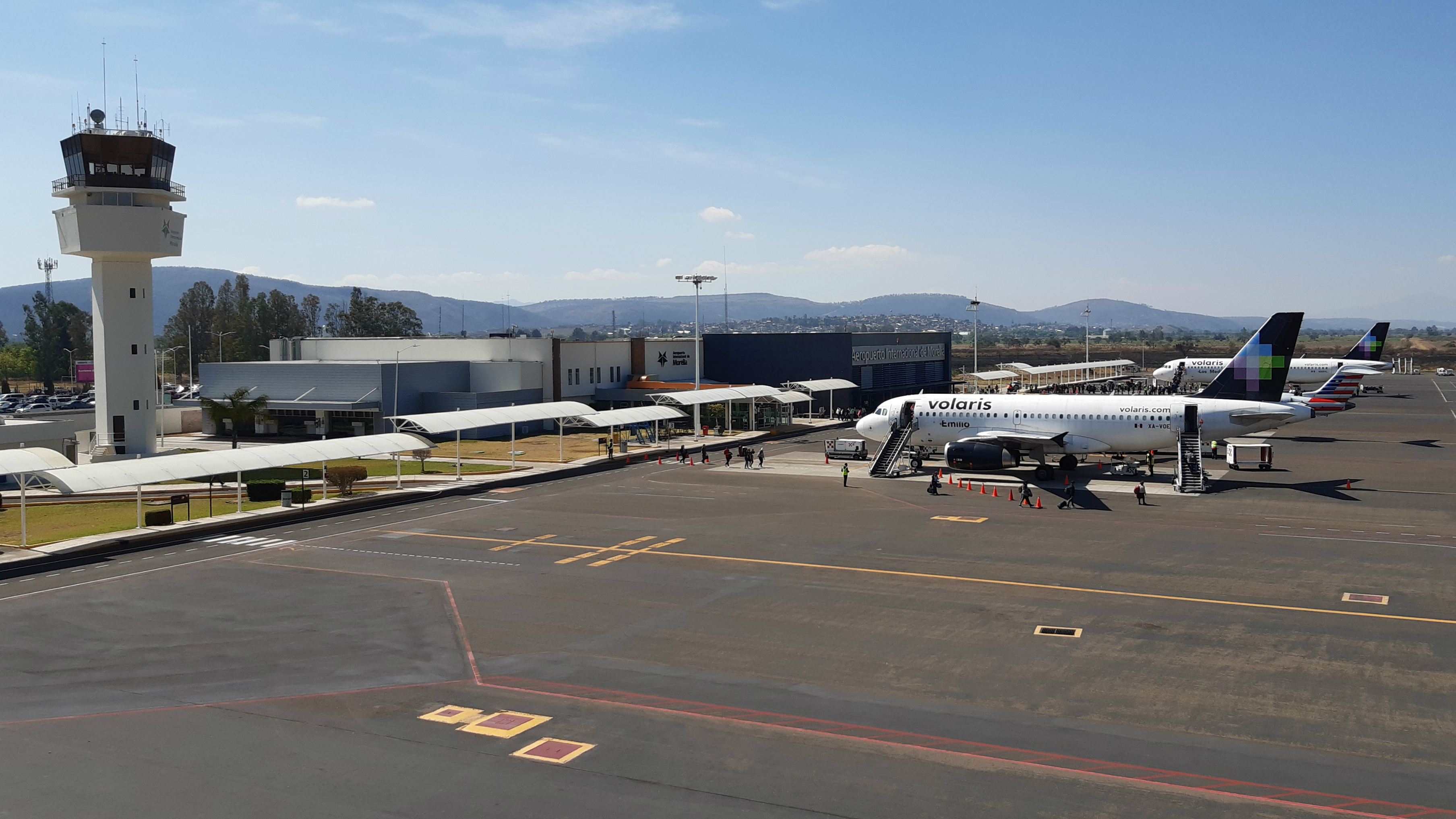
Torre de control del aeropuerto.

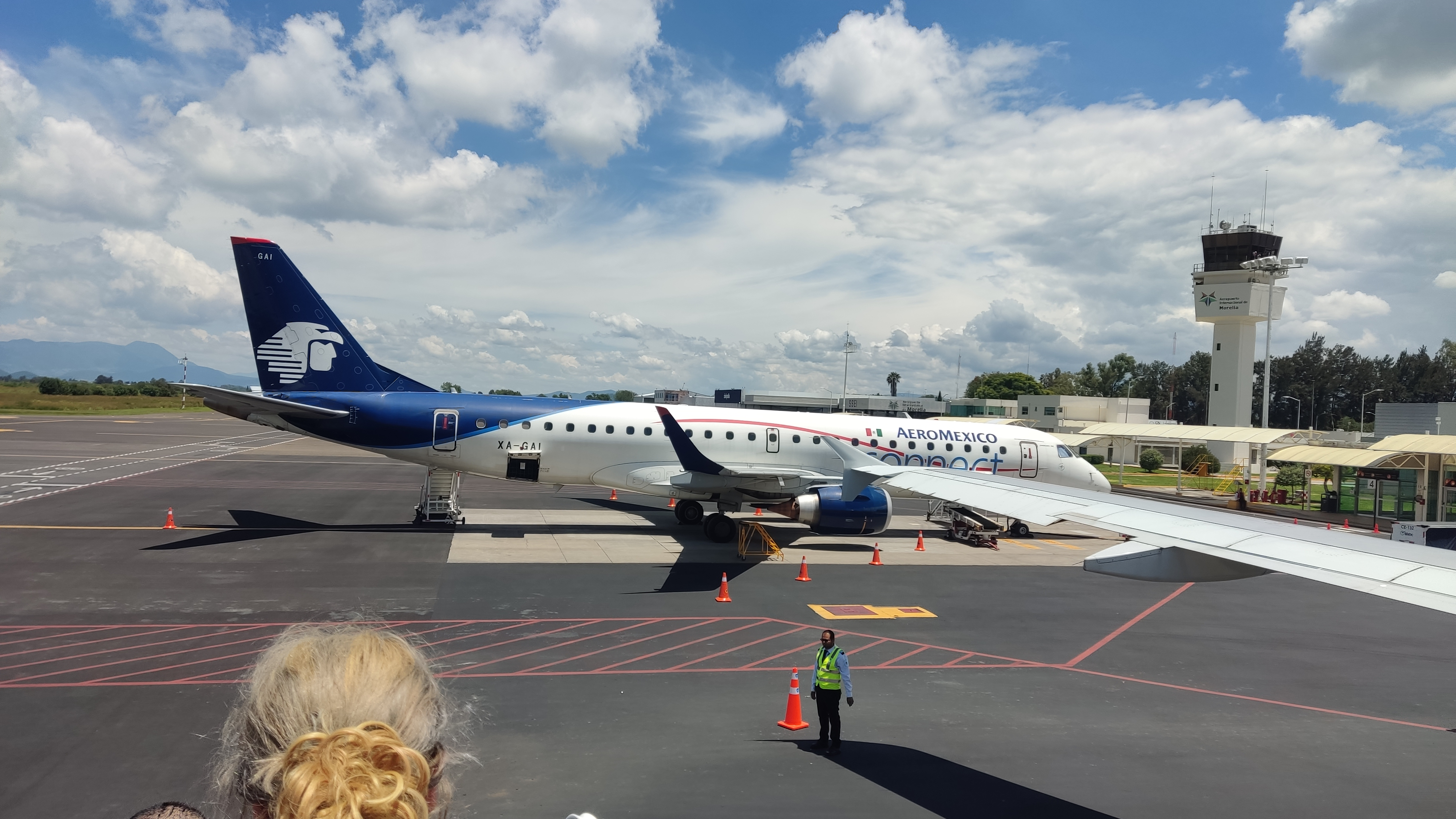
Embraer E-190LR de Aeroméxico Connect (XA-GAI) en el Aeropuerto de Morelia

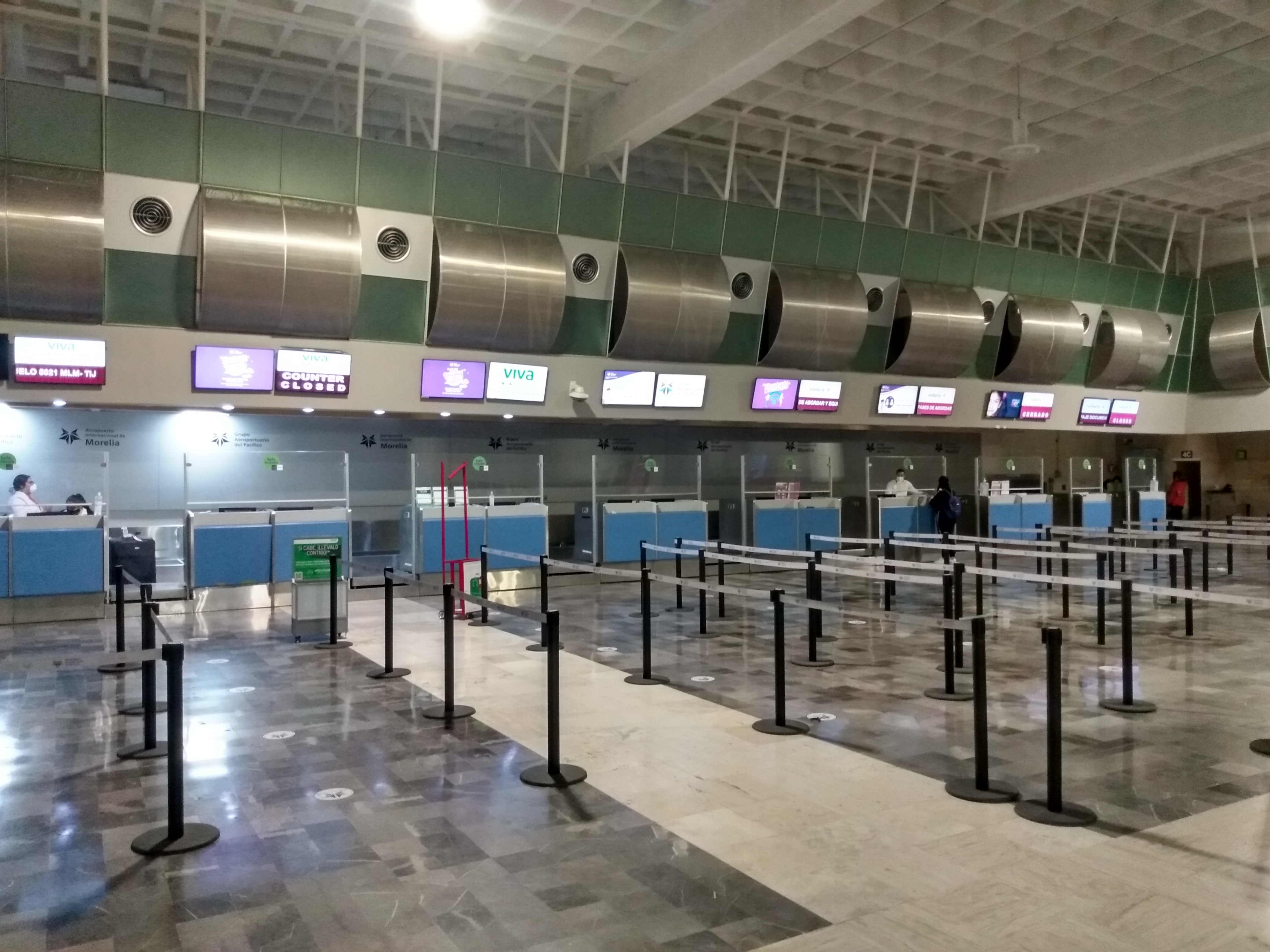
Mostradores de documentación

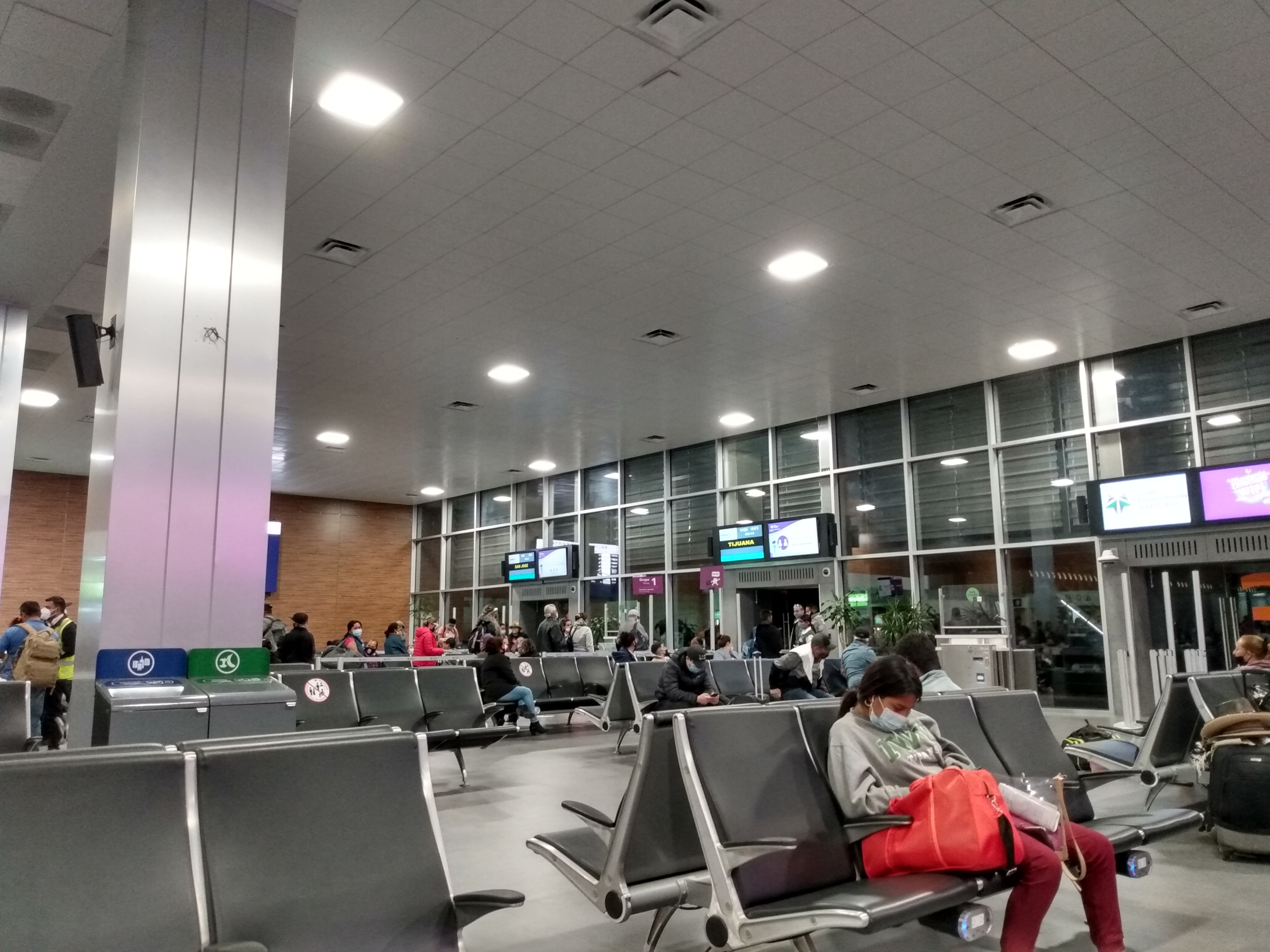
Sala de última espera.

| Destinos por aerolínea                                                                                | Destinos por aerolínea | Destinos por aerolínea | Destinos por aerolínea |
| Aerolínea                                                                                             | Destinos |                        |                        |
| --- | --- | ---------------------- | ---------------------- |
| Aeroméxico Connect                                                                                    | Ciudad de México |                        |                        |
| American Airlines                                                                                     | Dallas/Fort Worth |                        |                        |
| United Express                                                                                        | Houston-Intercontinental |                        |                        |
| Viva                                                                                                  | Chicago–O'Hare, Monterrey, Tijuana |                        |                        |
| Volaris                                                                                               | Cancún, Chicago-Midway, Chicago–O'Hare, Dallas/Fort Worth, Fresno, Houston–Intercontinental, Ixtapa-Zihuatanejo, Los Ángeles, Mexicali, Monterrey, Oakland, Ontario (CA), Puerto Vallarta, Sacramento, San Antonio, San José (CA), Tijuana |                        |                        |
| Total: 18 destinos (7 nacionales, 11 internacionales), 6 aerolíneas (3 nacionales, 3 internacionales) | |                        |                        |

### Destinos nacionales
Se presta servicio a 7 ciudades dentro del país a cargo de 3 aerolíneas. El destino de Aeroméxico es operado por Aeroméxico Connect.
| Cancún (CUN)             | • |   |   |   | 1 |
| Ciudad de México (MEX)   |   |   | • |   | 1 |
| Ixtapa-Zihuatanejo (ZIH) | • |   |   |   | 1 |
| Mexicali (MXL)           | • |   |   |   | 1 |
| Monterrey (MTY)          | • | • |   |   | 2 |
| Puerto Vallarta (PVR)    | • |   |   |   | 1 |
| Tijuana (TIJ)            | • | • |   |   | 2 |
| Total                    | 6 | 2 | 1 | 0 | 7 |

### Destinos internacionales
Se presta servicio a 11 ciudades extranjeras en Estados Unidos, a cargo de 4 aerolíneas.
| Ciudades                                   | Nombre del aeropuerto                              | Aerolíneas                  |              |
| Norteamérica                               | Norteamérica                                       | Norteamérica                | Norteamérica |
| ------------------------------------------ | -------------------------------------------------- | --------------------------- | ------------ |
| Estados Unidos (11 destinos, 4 aerolíneas) |                                                    |                             |              |
| Chicago (Illinois)                         | Aeropuerto Internacional Midway                    | Volaris                     |              |
| Chicago (Illinois)                         | Aeropuerto Internacional O'Hare                    | Viva / Volaris              |              |
| Dallas (Texas)                             | Aeropuerto Internacional de Dallas-Fort Worth      | American Airlines / Volaris |              |
| Fresno (California)                        | Aeropuerto Internacional de Fresno-Yosemite        | Volaris                     |              |
| Houston (Texas)                            | Aeropuerto Intercontinental George Bush            | United Express / Volaris    |              |
| Los Ángeles (California)                   | Aeropuerto Internacional de Los Ángeles            | Volaris                     |              |
| Oakland (California)                       | Aeropuerto de Oakland de la Bahía de San Francisco | Volaris                     |              |
| Ontario (California)                       | Aeropuerto Internacional LA/Ontario                | Volaris                     |              |
| Sacramento (California)                    | Aeropuerto Internacional de Sacramento             | Volaris                     |              |
| San Antonio (Texas)                        | Aeropuerto Internacional de San Antonio            | Volaris                     |              |
| San José (California)                      | Aeropuerto Internacional de San José               | Volaris                     |              |
| Total: 11 destinos, 1 país, 4 aerolíneas   |                                                    |                             |              |

## Estadísticas

### Rutas más transitadas
| Número | Ciudad                                          | Pasajeros | Ranking     | Aerolínea                         |
| ------ | ----------------------------------------------- | --------- | ----------- | --------------------------------- |
| 1      | Tijuana, Baja California                        | 242,496   | Sin cambios | Viva, Volaris                     |
| 2      | Chicago, Illinois (aeropuertos O'Hare y Midway) | 122,699   | Sin cambios | Viva, Volaris                     |
| 3      | Oakland, California                             | 42,853    | 3           | Volaris                           |
| 4      | Dallas, Texas                                   | 41,681    | 1           | American Airlines, American Eagle |
| 5      | Los Ángeles, California                         | 39,683    | 1           | Volaris                           |
| 6      | Monterrey, Nuevo León                           | 29,943    |             | Viva, Volaris                     |
| 7      | San José, California                            | 28,272    | Sin cambios | Volaris                           |
| 8      | Fresno, California                              | 28,262    | Sin cambios | Volaris                           |
| 9      | Cancún, Quintana Roo                            | 26,290    | Sin cambios | Volaris                           |
| 10     | Ciudad de México                                | 16,826    | 7           | Aeroméxico Connect                |

Nota
1. ↑  Las estadísticas oficiales incluyen los aeropuertos O'Hare y Midway.

## Accidentes e incidentes
- El 9 de septiembre de 1978 partió del Aeropuerto de la Ciudad de México la aeronave DH-6 Twin Other 100 con matrícula XA-BOP perteneciente a Líneas Aéreas del Centro con destino al Aeropuerto Nacional José María Morelos y Pavón (el antiguo aeropuerto de Morelia). La aeronave se estrelló en una autopista, muriendo uno de los dos pilotos y 18 de los 21 pasajeros.[9]

- El 29 de marzo de 1983 una aeronave Cessna de modelo y matrícula desconocidos, operada por Aerolíneas Colibrí que cubría un vuelo de carga entre el Aeropuerto de Morelia y el Aeródromo de Huetamo impactó contra una torre de alta tensión de Teléfonos de México durante su aproximación, matando a sus 3 ocupantes. La aeronave transportaba dinero en efectivo para el banco Banamex.[10]

- El 26 de junio de 1991 una aeronave Piper PA-34-220T Seneca con matrícula XA-RPJ operada por Aerora S.A. que realizaba un vuelo entre el Aeropuerto de Zihuatanejo y el Aeropuerto de Morelia se estrelló en el paraje conocido como La Soledadita en el municipio de Madero, matando al piloto y a los 5 pasajeros. El accidente se debió presuntamente a las malas condiciones climáticas.[11][12]

- El 15 de febrero de 1996 una aeronave Fairchild Swearingen SA-226TC Metro II con matrícula XA-SJY de Sudpacífico se despistó tras intentar despegar del Aeropuerto de Morelia causándole daños estructurales a la aeronave, el accidente generó un conflicto legal durante su reparación por lo que meses después se decidió desguazarlo.[13][14]

- El 4 de octubre de 1996 la aeronave BN-2B Islander con matrícula XA-RRM, perteneciente a Aerosudpacífico, despegó del Aeropuerto de Morelia con destino al Aeropuerto de Uruapan; durante el despegue la aeronave se quedó sin combustible y tuvo que aterrizar de emergencia en un prado cercano al aeropuerto, no hubo lesionados. La aeronave fue removida a un lado de la plataforma de aviación, donde tiempo después fue robada sin que se descubriera al culpable.[15][16]

- El 20 de octubre de 2002 la aeronave Boeing 727-100 que operaba el vuelo 888 de Aerolíneas Internacionales con destino al Aeropuerto de Silao sufrió un retraso en el despegue debido al avistamiento de OVNI's por parte de la tripulación y los controladores aéreos, dicho avistamiento duró alrededor de 10 minutos y consistió en 9 objetos esféricos que maniobraban simultáneamente. Tras el alejamiento de los objetos el vuelo pudo continuar sin más contratiempos.[17][18][19]

- El 11 de enero del 2004 una aeronave Mooney M20C con matrícula N6763V procedente del Aeropuerto de Puerto Vallarta que tenía como destino el Aeropuerto de Morelia, tuvo que realizar un aterrizaje forzoso en un campo abierto cerca de Mazamitla en Jalisco debido a que se desprendió una sección de la hélice, seguido de una vibración que obligó al piloto a descender. Los dos ocupantes salieron ilesos del avión, que después fue consumido por un incendio.[20]

- El 24 de febrero de 2005 partió del Aeropuerto de Toluca la aeronave IAI 1124 Westwind con matrícula XC-COL con destino al Aeropuerto de Colima, llevando al gobernador Gustavo Vázquez Montes y a otros miembros del gabinete de Colima. La aeronave despegó a las 15:16 de Toluca, 18 minutos después los tripulantes informaron de problemas en la aeronave y que se desviarían al Aeropuerto de Morelia, posteriormente la aeronave se estrelló en una zona montañosa cerca de Tzitzio muriendo los 2 tripulantes y los 5 pasajeros incluido el gobernador.[21]

- El 2 de octubre de 2009 una aeronave Cessna 182S con matrícula 5498 de la Fuerza Aérea Mexicana se estrelló en el Cerro de Garnica en el municipio de Queréndaro, matando a sus dos ocupantes durante un vuelo de reconocimiento.[22][23]

- El 19 de septiembre de 2010 una aeronave Boeing 737-752 con matrícula N906AM que operaba el vuelo 6531 de Aeroméxico entre el Aeropuerto de las Vegas y el Aeropuerto de Morelia sufrió una fuga de combustible durante su ascenso inicial, por lo que tuvo que retornar al aeropuerto de salida 13 minutos después de despegar. La tripulación y los 102 pasajeros resultaron ilesos.[24]

- El 6 de abril de 2013 partió del Aeropuerto de Cuernavaca la aeronave Cessna 421 con matrícula XB-LBY rumbo al Aeropuerto de Guadalajara, dicha aeronave tuvo una falla en uno de los motores por lo que intentó aterrizar de emergencia en el Aeropuerto de Morelia pero no logró llegar a la pista, impactando en los prados que rodean el aeropuerto. Los seis ocupantes resultaron heridos, ninguno de gravedad.[25][26]

- El 27 de julio de 2012 partió del Aeropuerto Internacional de la Ciudad de México una aeronave Airbus A320 de matrícula XA-VOM que operaba el vuelo Y4751 de Volaris con destino al Aeropuerto de Mexicali y con 171 pasajeros a bordo, pero los pilotos detectaron problemas en los motores y aterrizaron de emergencia en el Aeropuerto de Morelia; ninguno de los pasajeros o pilotos resultaron heridos.[27][28][29]

- El 23 de febrero de 2018 una aeronave Cessna 152 con matrícula XB-OHL perteneciente a Ave Express volcó al intentar aterrizar de emergencia en el Aeropuerto de Morelia, dejando con heridas leves a los dos ocupantes.[30][31]

- El 30 de enero de 2020 una aeronave Cessna 172 con matrícula XB-KCL perteneciente a Escuela Latinoamericana de Aviación Civil A.C. que cubría un vuelo entre el Aeropuerto de Pachuca y el Aeropuerto de Morelia se estrelló cerca de la ciudad de Pachuca durante su fase de ascenso inicial. Los 3 ocupantes de la aeronave sobrevivieron, pero el pequeño avión sufrió daños irreparables.[32]

- El 3 de marzo de 2021 una aeronave Piper PA-31-350 Navajo Chieftain con matrícula N640WA operada por Marc, Inc. que cubría un vuelo privado entre el Aeropuerto de Morelia y el Aeropuerto de Chetumal tuvo que realizar un aterrizaje forzoso cerca de la comunidad de Sergio Butrón Casas. Los dos ocupantes resultaron ilesos.[33][34][35]

- El 12 de julio de 2022 una aeronave Piper PA-31 Navajo C con matrícula N82DF propiedad de Global Avionics LLC que operaba un vuelo entre el Aeropuerto de Querétaro y el Aeropuerto de Morelia presentó fallas mecánicas durante su ascenso inicial, por lo que se procedió a intentar un aterrizaje de emergencia pero la pérdida de control de la aeronave hizo que ésta se precipitara a tierra, muriendo los 2 tripulantes.[36][37][38]

## Aeropuertos cercanos
Los aeropuertos más cercanos son:
- Aeropuerto Internacional de Uruapan (117km)
- Aeropuerto Intercontinental de Querétaro (122km)
- Aeropuerto Internacional del Bajío (130km)
- Aeropuerto Internacional Lic. Adolfo López Mateos (161km)
- Aeropuerto Internacional de la Ciudad de México (208km)